# Jakob von Nordenflycht
Jakob Freiherr von Nordenflycht (* 6. April 1785 in Minden als Jacob Justus Philipp; † 23. April 1854 ebenda) war ein preußischer Beamter und 1830/50 Regierungspräsident des Bezirks Marienwerder in der Provinz Westpreußen.

## Leben

### Herkunft
Seine Eltern waren der Kriegs- und Domänenrat Ernst August von Nordenflycht (1744–1832) und dessen Ehefrau Johanna, geborene von der Beck († 1789), eine Tochter des Mindener Kriminalrates Philipp von der Beck. Seine Schwester Charlotte Philippine Karoline (1786–1839) heiratete den späteren  Landrat des Kreises Kosten Daniel Heinrich Liebeskind.

### Leben
Er erhielt seine schulische Bildung von Hauslehrern. Dazu erhielt er Musikunterrichter und gab in seiner Jugend sogar Klavierkonzerte in Minden. Auch hatte er die Möglichkeit zu Bildungsreisen nach Paris und London. Im Jahr 1803 immatrikulierte er auf der Universität Göttingen im Bereich Jura, außerdem wurde er von Gustav Hugo in Halle ausgebildet. Nach seinem Abschluss erhielt er am 16. September 1806 eine Stelle bei der preußischen Regierung in Minden. Nach dem verloren Vierten Koalitionskrieg kam Minden zum neugegründeten Königreich Westphalen und am 27. Mai 1808 wechselte auch Nordenflycht in königlich-westfälische Dienste, dort wurde er Gehilfe des Friedensrichters in Bünde, am 4. Juli 1808 Assessor beim Distriktstribunal.
Bereits am 10. Januar 1810 wurde er als Staatsrat-Auditeur in der Sektion Justiz und Inneres versetzt. Dort war er Mitarbeiter an der Verwaltungsreform in Kassel (Einführung des Code civil etc.). Er gewann dort lebenslange Freunde, darunter Ludwig Samuel Kühne. Im August 1810 wurde er zum Generalsekretär des Departements der Fulda in Kassel ernannt, in dieser Funktion traf er auf einer Dienstreise auch Napoleon. Nach dem Ende der Befreiungskriege war er von 1831 bis 1850 Regierungspräsident des Regierungsbezirks Marienwerder. 

### Familie
Nordenflycht heiratete im Jahr 1814 Johanna Freiin von Dalwigk (1798–1871) aus dem Haus Witzenhausen. Das Paar hatte mehrere Kinder:
- William Viktor Julius (1815–1866)

⚭ 1846 Hermine (1823–1862), Tochter von Georg Brunsig von Brun
⚭ 1864 Karoline (* 1821), Tochter von Georg Brunsig von Brun
- Ferdinand Otto (1816–1901), Oberpräsident der Provinz Schlesien ⚭ 1845 Adelheid Conrad (1821–1862)
- Gustav (1825–1903), Oberförster und mecklenburgischer Kammerherr ⚭ 15. Juli 1854 Pauline von Müffling genannt Weiß (1833–1854), Tochter von Wilhelm von Müffling genannt Weiß
- Auguste (1829–1905) ⚭ 1853 Karl von Rheden (1824–1871), Hauptmann[2]